# گمینا شویژ
گمینا شویژ (به لهستانی:  Gmina Siewierz) یک گمینا در لهستان است که در شهرستان بنجن واقع شده‌است. گمینا شویژ ۱۱۵٫۷۶ کیلومتر مربع مساحت و ۱۲٬۲۷۷ نفر جمعیت دارد.